# Gardabanie
Gardabanie (gruzínsky: გარდაბანი; Gardabani) byla gruzínská historická provincie, která se nacházela několik kilometrů jižně od Tbilisi. Její existence se datuje do raného středověku.
Pojmenování tohoto regionu způsobilo při studiu dějin jisté zmatky, protože středověcí gruzínští kronikáři nazývali Gardabenií dvě různá místa (Gardabanie v Ibérii a kavkazsko-albánskou provincii Gardman), která byla obývána stejným etnikem. V 9. století navíc nabyla gardabanská šlechta, hlavně rod Donauri, na moci a ovládla sousední Kachetii. Díky tomu byla občas gruzínskými kronikáři Kachetie nazývána také Gardabanií.